# Carlos Félix Escayola Medina
Carlos Félix Escayola Medina (Montevideo, 23 de octubre de 1845 – Ib., 27 de abril de 1915), hijo del español Juan Escayola y de Bonifacia Medina (hijastra del Coronel artiguista Andrés Felipe Latorre), fue bautizado en la Parroquia Mauricia de la Villa Restauración del Cardal (caseríos en lo que hoy día es el Barrio Unión de la ciudad de Montevideo), siendo sus padrinos el canciller oribista Carlos Villademoros y su esposa, la bella Elisa Maturana.
En 1849 pasó a residir con su familia en la Villa del San Pedro del Durazno. Dos años más tarde, tras la muerte de su padre, se afincarían 200 km. más al norte, en el paraje “Laureles” de Queguay del Departamento de Paysandú. Allí Carlos Escayola comenzaría la escuela primaria, culminando la secundaria en la capital sanducera.

## Biografía
En 1864, a poco de comenzar su participación en la milicia como guardia civil en Montevideo, fue requerido por su cuñado, el general brasileño Antonio de Souza Netto, para que lo acompañara en la Cruzada Libertadora del General Venancio Flores. En ese año participó en el sitio de Paysandú junto al “Brigadeiro”, que estaba casado con María Candelaria, hermana de Escayola (foja de servicios archivada en el Departamento de Estudios Históricos del Estado Mayor del Ejército, carpeta n.º 34, Legajo 17).
Souza Netto fue uno de los próceres de la República de Piratini (1835 a 1845 – Estado de Río Grande).
Cuando la Guerra de la Triple Alianza contra el Paraguay, Carlos Escayola fue secretario de Netto, quien falleció en Corrientes en el año 1866. Ese mismo año, pasó a residir en San Fructuoso en la calle 18 de julio n.º 134; recuérdese que el 17 de junio de 1912, la villa de San Fructuoso fue elevada de categoría y, conjuntamente con ello, cambió su nombre por la Ley 4.031, por lo cual pasó a llamarse “Tacuarembó”.
En 1875 participó victorioso en la Revolución Tricolor, defendiendo los intereses de las fuerzas del gobierno.
Desde 1879, integró la Junta Económica Administrativa, siendo primeramente nombrado recaudador de contribución directa del departamento, para transformarse luego en Jefe Político y de Policía de San Fructuoso.
En 1882 participó en la rebelión del coronel Máximo Pérez, quien murió en la lucha.
En 1886, atendiendo a sus méritos y servicios, el presidente Santos le confirió las funciones de Coronel de Caballería de Línea del Ejército. Pero recién un año más tarde, en 1887 y por despacho militar, fue nombrado en tal cargo por el nuevo Presidente de la República Teniente General Máximo Tajes.
En ese mismo año de 1887 comandó la División Tacuarembó en la Revolución del Quebracho, y tras vencer en Paysandú a las fuerzas revolucionarias, se logró mantener el militarismo en Uruguay. En esa batalla fue apresado don José Batlle y Ordóñez, quien posteriormente sería perdonado y liberado junto con todos los prisioneros por mandato presidencial.
Aprovechando el comienzo de la transición a la democracia, el juez letrado de Tacuarembó, Sr. Lorente, desarchivó un antiguo expediente contra el coronel, por irregularidades en un procedimiento, cuando dos hermanos resultaron muertos tras aplicarles la Ley de Fuga. El presidente Tajes respondió entonces suspendiendo provisoriamente a Escayola de su cargo de Jefe Político Departamental en 1889.
Pero el coronel resurgió en la contienda civil de 1897, cuando la divisa colorada requirió de sus servicios para controlar el levantamiento armado del Partido Nacional, comandado por Aparicio Saravia, cuestión que se resolvería meses más tarde, tras el Pacto de Paz de la Cruz.
En 1904, Escayola volvió a ser llamado a comandar las Fuerzas Armadas de Tacuarembó contra una nueva revolución blanca, ahora respaldando al gobierno colorado de José Batlle y Ordóñez. 
Con la muerte del caudillo Aparicio Saravia, tras ser herido en la batalla de Masoller, culminaba la última guerra civil del Uruguay.
La carrera militar de Escayola culminó el 30 de marzo de 1911, cuando pasó a situación de reemplazo.

## Vida familiar
Al lado de la casa donde moraba Escayola, vivía la familia Oliva-Sghirla. Esta familia estaba integrada por Juan Bautista Oliva, de nacionalidad italiana, hijo de Marcos Oliva y de Clara Pittaluga, y Juana Sghirla, de nacionalidad argentina, hija de Juan Sghirla y Blanca Balestra, mujer de mucha belleza.
Juan Oliva y Juana Sghirla se casaron en 1846. El matrimonio tuvo cinco hijos: Clara (1847-1871), Blanca (1849-1886), Clelio, Juan, y María Leila (1868-1905).
Carlos Escayola se casó en 1868 con Clara Oliva, quien falleció en 1871, dejándole dos hijas pequeñas. La segunda esposa fue Blanca Oliva en 1873, quien a su vez falleció en 1886, dejándole seis hijos.
Cuando nació María Lelia, el Coronel Escayola salió de Padrino de Bautismo, y cuando tenía 20 años, previa autorización de la Iglesia, se casó con ella en 1889. Falleció María Lelia en 1905 y le dejó 5 hijos.
Al morir las dos primeras esposas, Escayola encargó a un escultor italiano la confección de los dos bustos que están ubicados en el Panteón del Cementerio de Tacuarembó. Cuando falleció María Leila en 1905, Escayola encargó a un escultor uruguayo un medallón, que está en la urna ubicada en el escalón central, lo que demuestra también la decadencia económica del coronel.
Como es sabido Escayola tuvo una intensa vida amorosa y según cuentan viejos vecinos, que conocieron al Coronel, este habría dejado 50 hijos naturales.
Escayola era un hombre apuesto, cuidadoso al extremo de su físico y vestimenta, y de muy notoria inclinación artística. Referente a la vocación artístico-musical del Coronel, Ramón González expresa: al igual que toda su familia (hermanos, hijos y sobrinos), eran muy entusiastas de la guitarra y en la estancia, en rueda de Pericones y Gatos, que organizaba con los peones, cantaba versitos con mucho gracejo, acompañándose siempre con su guitarra.
En 1883 estuvo en San Fructuoso el General Santos, Presidente de la Nación, siendo este padrino de Bautismo de un hijo de Escayola, Washington, y realizándose de noche una fiesta a puertas cerradas, en un cabaret de lujo propiedad de Escayola, llamado “La Rosada”.
A la muerte de la tercera esposa, Escayola se unió a la cantante Pilar Madorell, que actuaba en el Teatro de San Fructuoso y que se convirtió en la madre de los hijos de aquel, de la que se separaría en 1911, en la ciudad de Montevideo.
El Coronel Escayola pasó a residir en Montevideo entre 1908 y 1909, con su familia, yendo a vivir en la calle Yaró 1142.
El primer hermano del Coronel Escayola, Juan Gualberto, tuvo varios hijos. Uno de ellos fue Don Juan Escayola, apodado “Torora”, un buen poeta nativista y fundador en Montevideo de la conocida revista “El Fogón”.
Pero Carlos Escayola no sólo quedará en el recuerdo de todos los tacuarembonenses por ser el creador del Teatro que llevó su nombre, sino por ser el presunto progenitor de Carlos Gardel, el máximo cantor del Río de la Plata.
Habiendo enfermado de congestión, desoyó el consejo del médico y salió de noche de su hogar, hacia el teatro 18 de Julio, donde actuaba uno de sus “viejos amores”, recayendo gravemente al otro día. Falleció a los 69 años de edad, rodeado del afecto familiar.
El Batallón de Infantería No 5, le rindió los honores reglamentarios correspondientes a la alta jerarquía del extinto.

## Aportes a la cultura tacuaremboense
"El coronel Escayola, un tirano melómano que no tenía límites cuando se trataba de generar futuro, pero un futuro apostando a la cultura, tuvo mucho que ver con la cantidad de figuras de primer nivel que surgieron en Tacuarembó y descollaron como músicos, escritores, artistas plásticos, y hasta políticos, desde comienzos del siglo XX hasta la actualidad" (cf.). Escayola tenía un nivel cultural superior a los demás habitantes de la Villa de San Fructuoso de esa época, siendo una de sus principales pasiones el teatro.
Era un buen ejecutante del piano y de la mandolina, fue director de Compañías Nacionales de Teatro que actuaban en el galpón de la actual Escuela Técnica de Tacuarembó, e inclusive, formó su propia murga. El 25 de agosto de 1882, fundó el Club Social Progreso. Además, hizo construir un cabaret a todo lujo: “La Rosada”, ubicado en lo que es actualmente la intersección de las calles Lavalleja y General Rivera, para esparcimiento de las personalidades de la época. También viajaba asiduamente a Montevideo donde asistía a las funciones teatrales de esa ciudad.
El 1.º de febrero de 1886, cuando su poder estaba en plena expansión, fundó su propio periódico “El Heraldo”, que aparecía jueves y domingos, y que se presentaba como “Periódico Colorado, Noticioso y Comercial”. Recibía las noticias internacionales desde Buenos Aires y Montevideo, y agregaba a las mismas las noticias locales. Su director y editor era su cuñado Clelio Oliva, quien dirigía además la “Agencia General de Diarios y periódicos del País y extranjero”.
Su pasión lo llevó a construir y habilitar su propio teatro, el tercero del interior del país, después de Paysandú y Salto. Este tuvo un costo de 25.000 pesos, una fortuna en la época, y es considerado una joya de la comunidad de San Fructuoso; teatro en el que actuaron las mejores compañías teatrales de aquel tiempo, algunas de las cuales debutaban allí antes que en Montevideo.
Larga y fecunda es la trayectoria del Teatro Escayola. Sus proyectos fueron realizados por un ingeniero francés, Victor L'Olivier, enviado a Uruguay por el consorcio que explotaba las minas de oro de Cuñapirú, y que se radicó definitivamente en Tacuarembó cuando esas minas pasaron a propiedad de una compañía inglesa. El teatro, según los planos de L'Olivier, tenía la forma clásica de los teatros europeos. Fue construido por la empresa de José Mazuchelli, entre 1888 y 1891. El material fue transportado desde Montevideo: los mármoles eran de Carrara, Italia; los tapices y demás elementos de ornamentación fueron traídos de Francia.
"El Teatro de Tacuarembó será uno de los mejores de la República"—decía "El Heraldo" en su edición del 14 de agosto de 1890-.
"La fachada es elegantísima, la concurrencia tiene acceso al interior por siete puertas al frente."

El 8 de agosto de 1989 se declaró monumento histórico. En 2024 el teatro fue refaccionado y reabierto luego de cinco décadas.

En el Cementerio Municipal de la ciudad de Tacuarembó, Carlos Escayola hizo construir un panteón familiar inaugurado en 1887.
Su particularidad radica en los bustos y medallones de sus tres esposas. En la parte superior, el busto de su primera esposa Clara Hipólita Oliva Sghirla (1850 - 1871), está protegido por un templo. Su busto está adornado por largos pendientes y un collar de perlas. Debajo de ella, su hermana Blanca Lázara Oliva Sghirla (1855 - 1886), segunda esposa del Coronel, está a la intemperie, destacándose la mantilla de encaje de gran belleza que cubre sus hombros. A la derecha, vemos un medallón con el busto de María Lelia Oliva Sghirla (1870 - 1905), tercera esposa del Coronel y presunta madre de Carlos Gardel.

Flanqueando el sepulcro hay dos estatuas apoyadas en una cruz y en un ancla, respectivamente. El sepulcro contiene en el centro una lápida de mármol blanco con una inscripción en letras en relieve que dice “Sepulcro de Carlos Escayola y Familia 1887” (consultar –más abajo enlace en sección "Referencias externas"– las imágenes en Wikimedia Commons referentes al Panteón de la Familia Escayola en Tacuarembó), y el que fue declarado Monumento Histórico Departamental por el Gobierno Municipal en el año 1980.